# Klikva velkoplodá

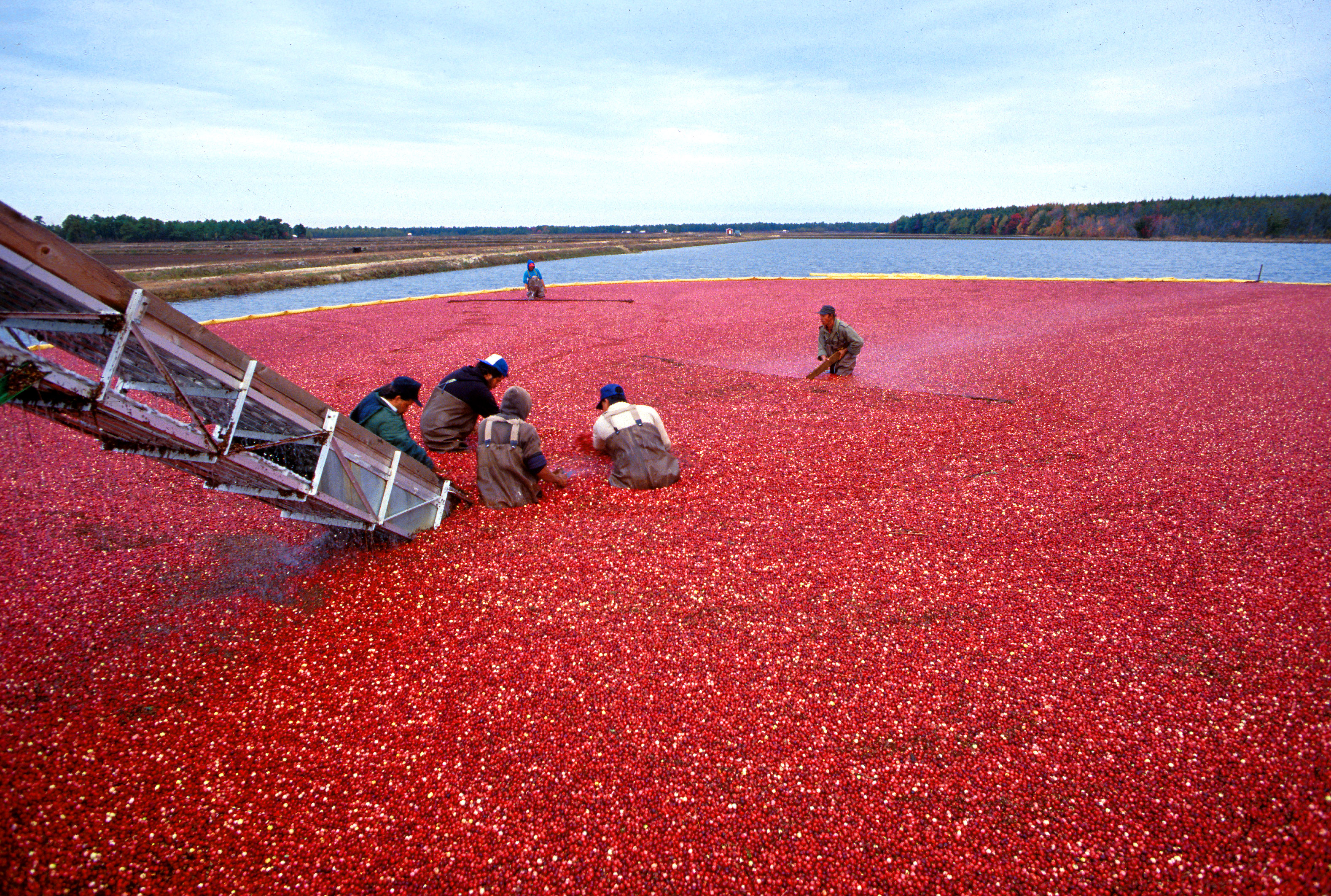
Sklizeň klikvy velkoplodé v New Jersey

Klikva velkoplodá (Vaccinium macrocarpon) nepřesně též americká brusinka nebo kanadská brusinka je rostlina z čeledi vřesovcovitých, rodu klikva (Vaccinium). Jejím plodem je bobule, která se podobá brusince. Jejím domovem je oblast střední a východní Kanady (od provincie Ontario po Newfoundland) a severovýchod a střední sever Spojených států (Severovýchod, Oblast Velkých jezer a Appalačské pohoří až po Severní Karolínu a Tennessee). Zdomácněla též v částech Evropy a na několika místech na západě Kanady (Britská Kolumbie) a na západním pobřeží USA.
Klikva velkoplodá je plazivý keř s bílými či růžovými květy. Růžové nebo červené bobule dorůstají velikosti 9–14 mm v průřezu a mají nakyslou chuť.

## Sklizeň
Klikva velkoplodá se pěstuje na podmáčených plochách. Sklízí se buď za sucha, ale častěji ve vodě. Plochy se zaplaví vodou, vyplavené bobule se nornými stěnami shromáždí a vytěží. Účinnost tohoto způsobu sklizně převyšuje 95 %.